# Вулиця Никифора Дровняка
Ву́лиця Ники́фора Дровня́ка— вулиця в Деснянському районі міста Києва, селище Троєщина. Пролягає від вулиці Довженка до вулиці Олексія Курінного. До 1984 року пролягала до вулиці Володимира Сабодана, тоді ж було знесено парний бік вулиці.

## Історія
Виникла у 1-й половині ХХ століття та була названа на честь діяча болгарського та міжнародного комуністичного руху Георгія Димитрова.
30 липня 2020 року вулицю було перейменовано на честь українського художника-примітивіста лемківського походження Никифора Дровняка.